# Абел Аганбегян
Абел Гезевич Аганбегян (на руски: Абе́л Гезе́вич Аганбегя́н) е виден руски съветски икономист от арменско-грузински произход.
Завършва Московския институт за народно стопанство „Г. В. Плеханов“ (1955). Член е на КПСС от 1956 г. Става кандидат на икономическите науки (1957), доктор на икономическите науки (1963), член-кореспондент на Академията на науките на СССР (1964), академик на АН на СССР (1974).
Работи в Държавния комитет по въпросите на труда и работната заплата (1956 – 1961). Директор на Института по икономика и организация на промишленото производство на Сибирското отделение на Академията на науките (1964 – 1984). Съветник на Михаил Горбачов по икономическите въпроси по времето на неговото председателство на Върховния съвет на СССР. Ректор на Академията за народно стопанство на СССР (преобразувана в Академия за народно стопанство при правителството на Руската федерация) от 1989 до 2002 г. След това е завеждащ Катедра „Икономическа теория и политика“ на АНХ.
Основател е и първи главен редактор на икономическото научно списание „ЕКО“ (ЭКО), Новосибирск, бил е член и на редколегията на научно-популярното списание „Наука и живот“ (Наука и жизнь).
Председател на Съвета на директорите на британско-руското съвместно предприятие „Линк“, председател на Съвета на директорите на банка „Зенит“.
Чуждестранен член на Българската (1986) и на Унгарската (1988) академии на науките, член-кореспондент на Британската академия (1988), почетен професор на Санктпетербургския университет по управление и икономика, почетен доктор на Кингстънския университет, Великобритания. Награден е с медал „Леонтиев“ (2004).